# Actinocythereis captionis
Actinocythereis captionis är en kräftdjursart som beskrevs av Hazel 1983. Actinocythereis captionis ingår i släktet Actinocythereis och familjen Trachyleberididae. Inga underarter finns listade i Catalogue of Life.